# 加拉斯·麦卡雷拉
加里夫·占士·麥奇利（英語：Garath James McCleary，1987年5月15日—）是一名專業足球員，司職翼鋒，出身家鄉非聯賽球隊牛津城。

## 生涯
麥奇利的足球生涯開始於牛津城，並有3個月跟隨牛津聯試訓，但並沒有取得簽約加盟的機會。
他加入了斯勞鎮打了24場比賽，取得了6次正選。然後，2007年1月他轉到布羅姆利並取得超過40次出打進11個進球。諾定咸森林領隊考爾德伍德為他提供了一個試訓，在城市足球場証明了他的能力，2008年1月31日和諾定咸森林簽署合同。

### 諾定咸森林
麥奇利2008年3月在1-0主場失利於卡素爾的賽事中做了他的一線隊處子秀，於第87分鐘替補，於2008年4月1日在2-0擊敗卡素爾中在傷停補時階段打進了他在俱樂部的第一個球。4月5日他在3-1擊敗車頓咸的賽事中得到第一次正選出場，並被評為該場最佳球員。

### 雷丁
2012年5月16日麥奇利宣布拒絕和諾定咸森林續約，而和雷丁簽訂了為期3年的合同，並實現在英超聯賽中比賽的夢想。他在3-3戰平富咸中為雷丁取得加盟後第一個進球。

## 國家隊生涯
2012年10月，他被牙買加足協預留在2014年世界杯預選賽牙買加的的名單內。2013年1月24日的第一次被徵召，2月6日協助牙買加在世界杯預選賽以0-0戰平對墨西哥。

## 榮譽
諾定咸森林
- 年度最佳球員: 2011/12年；